# Schöffelding
Schöffelding ist ein Ortsteil der Gemeinde Windach im oberbayerischen Landkreis Landsberg am Lech. Am Ort läuft unmittelbar die Bundesautobahn 96 südlich vorbei.  

## Geschichte
Das Pfarrdorf wird erstmals 1150 urkundlich belegt. Es liegt an der alten Salzhandelsstraße zwischen Landsberg am Lech und München. Im 12. Jahrhundert war das Dorf im Besitz der Vögte von Dünzelbach. 1442 ist das Gericht im Besitz des Klosters Wessobrunn. 
Am 1. Januar 1972 wurde die ehemals selbstständige Gemeinde Schöffelding nach Windach eingegliedert.

## Baudenkmäler
Siehe auch: Liste der Baudenkmäler in Schöffelding
- Katholische Pfarrkirche St. Urban, erbaut ab dem 15. Jahrhundert
- Ehemalige Wagnerwerkstatt, erbaut im zweiten Viertel des 19. Jahrhunderts
- Ehemaliges Schulhaus, erbaut 1908/09

## Bodendenkmäler
Siehe: Liste der Bodendenkmäler in Windach